# Lycosa ishikariana
Lycosa ishikariana este o specie de păianjeni din genul Lycosa, familia Lycosidae. A fost descrisă pentru prima dată de Saito, 1934. Conform Catalogue of Life specia Lycosa ishikariana nu are subspecii cunoscute.